# NGC 488
NGC 488 es una galaxia espiral de la constelación de Piscis. 
Fue descubierta el 13 de diciembre de 1784 por el astrónomo William Herschel.